# توم هايدن
توم هايدن (بالإنجليزية: Tom Hayden)‏ (11 ديسمبر 1939 - 23 أكتوبر 2016) هو سياسي، وكاتب عمومي من الولايات المتحدة الأمريكية ولد في ديترويت، ميشيغان. وهو عضو في الحزب الديمقراطي الأمريكي.

## نشأته ونشاطه
وُلد توماس إيميت هايدن في رويال أوك في ميشيغان لأبوين من أصل أيرلندي، هما جنيفيف إيزابيل وجون فرانسيس هايدن. كان والده جنديًا سابقًا في مشاة البحرية، وعمل لدى شركة كرايسلر محاسبًا، وكان مدمنًا على الكحول. انفصل والداه عندما كان في العاشرة من عمره وبقي مع والدته. التحق هايدن بمدرسة ابتدائية كاثوليكية.
نشأ هايدن وهو يحضر كنيسة تشارلز كافلين، كاهن كاثوليكي اشتهر بتعاليمه المعادية للسامية، وكان معروفًا على المستوى الوطني خلال فترة الكساد العظيم باسم «كاهن الراديو». سبّب استياء هايدن من كافلين انفصاله عن الكنيسة الكاثوليكية في سن المراهقة.
التحق هايدن بمدرسة دونديرو الثانوية في رويال أوك في ميشيغان. شغل منصب رئيس تحرير جريدة المدرسة واستخدم في عمود وداعه في الصحيفة الحرف الأول من الفقرات المتعاقبة لتهجئة «اذهب إلى الجحيم». مُنع نتيجة لذلك من حضور حفل تخرجه في عام 1956.
التحق هايدن بعد ذلك بجامعة ميشيغان، حيث كان رئيس تحرير صحيفة ذا ميشيغان دايلي. شهد هايدن في مؤتمر الرابطة الوطنية للطلاب في مينيابوليس، في أغسطس من عام 1960، تدخلًا كبيرًا من جانب ساندرا كاسون. وردّ على اقتراح رفض دعم الاعتصامات في النضال ضد الفصل العنصري: «لا أستطيع أن أقول للشخص الذي يعاني الظلمَ انتظرْ، يجب أن أقف معهم». ضم آلان هابر ساندرا في حركة الطلاب نحو مجتمع ديمقراطي على الفور. سرعان ما تبعها هايدن بدافع من قدرتها على التفكير الأخلاقي والتعبير عن نفسها بشكل شاعري. تزوجا في أكتوبر من العام التالي.

## نشاطه في مناهضة الحرب
في عام 1965، زار هايدن فيتنام الشمالية وهانوي جنبًا إلى جنب مع عضو الحزب الشيوعي الأمريكي هربرت أبثكر، وناشط السلام في كويكر، ستوتون ليند، بشكل مثير للجدل. قام الثلاثة بجولة في القرى والمصانع، والتقوا أسير حرب أمريكي أُسقطت طائرته. كانت نتيجة هذه الجولة في فيتنام الشمالية، في ذروة الحرب، كتابًا بعنوان الجانب الآخر. كتب ستوتون ليند لاحقًا أن اليسار الجديد «قد انسحب من معاداة الشيوعية المتأصلة في الجيل السابق»، وأن ليند وهايدن كتبا في دراسات على اليسار: «نرفض مناهضة الشيوعية. نحن نصرّ على أن هذا المصطلح قد فقد كل المحتوى الذي كان يرمز له من قبل».
انضم هايدن إلى اللجنة الوطنية للتعبئة لإنهاء الحرب في فيتنام في عام 1968، ولعب دورًا رئيسيًا في الاحتجاجات خارج المؤتمر الوطني الديمقراطي في شيكاغو، إلينوي. فرقت اللجنة الوطنية الأمريكية لمنع العنف المظاهرات ووصفت: «بأعمال شغب للشرطة». اتُهم مع سبعة محتجين من بينهم ريني ديفيس، ودايف ديلنجر، وآبي هوفمان، وجيري روبين، بتهم فدرالية بالتآمر والتحريض على أعمال الشغب بعد ستة أشهر من انعقاد المؤتمر. وأدين هايدن وأربعة آخرين بمخالفة قوانين الدولة والتحريض على أعمال شغب، ولكن هذه الاتهامات سُحبت في ما بعد، واستُؤنفت القضية.
أجرى هايدن العديد من الزيارات اللاحقة التي نشرت دعاية جيدة لفيتنام الشمالية وكمبوديا خلال تورط أمريكا في حرب فيتنام، والتي امتدت في عهد الرئيس ريتشارد نيكسون لتشمل دولتي لاوس وكمبوديا المجاورتين، لم يرافق زوجته اللاحقة، الممثلة جين فوندا، في رحلتها إلى هانوي في ربيع عام 1972، تزوجا في العام التالي وأنجبا طفلاً واحدًا يُدعى تروي غاريتي في 7 يوليو من عام 1973. ظهر في عام 1974 في مشهد قصير بشخصية طبيب في قسم الطوارئ في فيلم أمنية الموت. أصدر في نفس العام، مع استمرار حرب فيتنام، الفيلم الوثائقي مقدمة إلى العدو بالتعاون مع فوندا، وهايدن، وهاسكل ويكسلر وغيرهم. إذ عرض رحلاتهم عبر فيتنام الشمالية والجنوبية في ربيع عام 1974.

## التعليم
تعلم في جامعة ميشيغان.

## روابط خارجية
- توم هايدن على موقع IMDb (الإنجليزية)
- توم هايدن على موقع الموسوعة البريطانية (الإنجليزية)
- توم هايدن على موقع ألو سيني (الفرنسية)
- توم هايدن على موقع ميوزك برينز (الإنجليزية)
- توم هايدن على موقع أول موفي (الإنجليزية)
- توم هايدن على موقع إن إن دي بي (الإنجليزية)
- توم هايدن على موقع ديسكوغز (الإنجليزية)
- توم هايدن على موقع قاعدة بيانات الفيلم (الإنجليزية)
- توم هايدن على موقع كينوبويسك (الروسية)